# Ожених се за вещица
„Ожених се за вещица“ (на английски: I Married a Witch) е американски филм от 1942 година, фентъзи романтична комедия на режисьора Рене Клер по сценарий на Робърт Пирош и Марк Конъли, базиран на романа „The Passionate Witch“ (1941) от Торн Смит.
В центъра на сюжета е изгорена през XVII век вещица, която проклина потомството на екзекутора си, но поколения по-късно се съживява и се жени за негов наследник. Главните роли се изпълняват от Фредрик Марч, Вероника Лейк, Сесил Келауей, Сюзън Хейуърд.
„Ожених се за вещица“ е номиниран за награда „Оскар“ за най-добра музика.